# اومیکس

نموداری که ژنومیکس را نشان می‌دهد

شاخه‌های علم که به‌طور غیررسمی به نام اومیکس Omics شناخته می‌شوند، رشته‌های مختلفی در زیست‌شناسی هستند که نام آنها با پسوند -omics ختم می‌شود، مانند ژنومیکس، پروتئومیکس، متابولومیکس، متاژنومیکس، فنومیکس و رونویسی. هدف Omics توصیف جمعی و تعیین کمیت مجموعه‌ای از مولکول‌های بیولوژیکی است که به ساختار، کارکرد و پویایی یک ارگانیسم یا جانداران تبدیل می‌شوند.

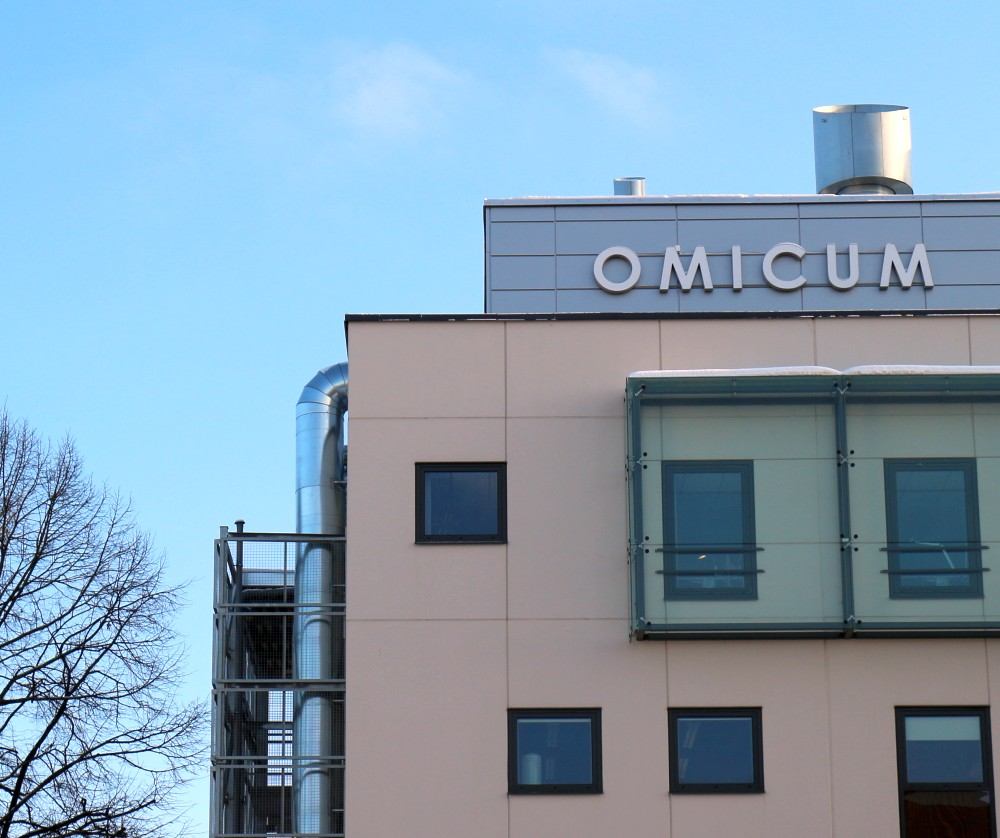
"Omicum": ساختمان مرکز زیستی استونی که مرکز ژنوم استونی و مؤسسه زیست‌شناسی مولکولی و سلولی در دانشگاه تارتو در تارتو، استونی را در خود جای داده‌است.